# Shouguania
Shouguania es un género de foraminífero bentónico de la subfamilia Pseudostaffellinae, de la familia Ozawainellidae, de la superfamilia Fusulinoidea, del suborden Fusulinina y del orden Fusulinida. Su especie tipo es Shouguania furongshanensis. Su rango cronoestratigráfico abarca el Serpujoviense (Carbonífero inferior).

## Discusión
Clasificaciones más recientes incluyen Shouguania en la superfamilia Ozawainelloidea, y en la subclase Fusulinana de la clase Fusulinata. Clasificaciones más recientes incluyen Shouguania en la familia Pseudostaffellidae.

## Clasificación
Shouguania incluye a las siguientes especies:
- Shouguania annectena †
- Shouguania furongshanensis †
- Shouguania lianxianensis †
- Shouguania songziensis †